# Automeris junonia
Automeris junonia é uma espécie de mariposa do gênero Automeris, da família Saturniidae.
Foi coletada em 1911 na zona do Canal do Panamá.